# Franklin MacVeagh
Franklin MacVeagh (Phoenixville, 22 de novembro de 1837 – Chicago, 6 de julho de 1934) foi um advogado, merceeiro e banqueiro norte-americano que serviu como o 45º Secretário do Tesouro dos Estados Unidos entre 1909 e 1913 durante a presidência de William Howard Taft.
MacVeagh trabalhou durante 29 anos como o diretor do Banco Nacional Comercial de Chicago, sendo convidado por Taft para assumir a liderança do Departamento do Tesouro dos Estados Unidos mesmo tempo poucas experiências reais com finanças. Como secretário ele deixou para a Comissão Monetária Nacional a tarefa de abordar o problema da reforma monetária, mesmo assim afirmando que uma reforma era algo urgente.
Ele aplicou uma administração de negócios ao Departamento do Tesouro, promovendo eficiência e economia. MacVeagh também aboliu 450 cargos desnecessários a fim de aprimorar o funcionamento do órgão e comissionou em 1909 a firma York and Sawyer para estudar a eficiência no departamento,  que resultou no rearranjo dos escritórios e aumento da segurança.